# Sebeș
Sebeș (pronunciación rumana: [ˈsebeʃ]; alemán: Mühlbach; húngaro: Szászsebes; dialecto local de los sajones de Transilvania: Melnbach) es un municipio rumano perteneciente al județ de Alba.
En 2011 tiene 27 019 habitantes, el 83,01% rumanos y el 4,09% gitanos.
Se conoce la existencia de la localidad desde 1245. Aquí falleció en 1540 Juan I de Zápolya, el "último rey húngaro de los húngaros".
Se sitúa sobre la carretera A1, a medio camino entre Sibiu y Deva.